# Émile Carrara (Musiker)
Émile Carrara (* 2. August 1915 in Paris; † 11. März 1973 ebenda) war ein französischer Musiker und Komponist.
Émile Carrara, genannt „Milo“, entstammte einer Familie von Musikern, die im 19. Jahrhundert aus Italien nach Frankreich gekommen war. Im Alter von sechs Jahren erlitt er eine Fußverletzung, die ihn sein Leben lang behinderte. Schon als Kind spielte er Akkordeon; seinen ersten öffentlichen Auftritt hatte er im Alter von neun Jahren am Französischen Nationalfeiertag. In den folgenden Jahren trat Carrara überall in Paris als Akkordeonspieler auf. Von 1933 bis 1935 war er Orchesterchef des Moulin Rouge und musizierte in der Folge an berühmten Örtlichkeiten in Paris wie den großen Hotels, den Casinos und dem Maxim’s.
Die Besonderheit von Carraras Musik war, dass er das volkstümliche Akkordeon als Solo-Instrument von der Straße holte, mit Orchestern musizierte und Jazz- sowie Swingelemente aufnahm. Er wurde Le Poète de l'Accordéon genannt und schrieb Lieder für populäre Sänger wie Lucienne Delyle. 1951 eröffnete er ein Musikgeschäft im Faubourg Saint-Martin (10. Arrondissement), gab seine eigenen Noten heraus und hatte die Vertretung des deutschen Akkordeon-Herstellers Hohner. Carraras populärstes Werk „Mon amant de Saint-Jean“ wurde und wird als Soundtrack bei Filmen genutzt wie etwa in François Truffauts Die letzte Metro (1980), und unter anderem von Patrick Bruel adaptiert.